# بول دايتون بيلي
بول دايتون بيلي (بالإنجليزية: Paul Dayton Bailey)‏ (12 يوليو 1906 - 26 أكتوبر 1987)؛ روائي أمريكي.